# Cupcake Maniacs
Cupcake Maniacs fue un programa de televisión dedicado a la repostería creativa. El formato, desarrollado en colaboración con Scope producciones y la marca de azúcar Azucarera, formó parte de la apuesta de Mediaset España por el branded content. El programa se emitió semanalmente, concretamente los domingos a las 14:15, en Divinity entre el 7 de abril de 2013 y el 28 de junio de 2015, finalizando en su tercera temporada.

## Formato
Cupcake Maniacs se encarga de enseñar a los espectadores cómo realizar cupcakes, galletas, cakepops, tartas..., todo ello con decoraciones para fiestas infantiles, celebraciones monográficas y ocasiones especiales. Para ello, el programa cuenta con Alma Obregón, experta en repostería creativa.
En cada episodio, hay 2 preparaciones que realizar; después de la cata, los jueces deciden, quien es el eliminado de la semana.
Por otro lado, el programa también sale a la calle para mostrar algunas de las pastelerías más famosas, las cafeterías que más destacan por sus creaciones, las escuelas de Cupcake más innovadoras y las tiendas más originales.

## Audiencias
| Temporada | Temporada | Episodios | Estreno                 | Final               | Audiencia media | Audiencia media |
| Temporada | Temporada | Episodios | Estreno                 | Final               | Espectadores    | Cuota           |
| --------- | --------- | --------- | ----------------------- | ------------------- | --------------- | --------------- |
|           | 1         | 12        | 7 de abril de 2013      | 23 de junio de 2013 | 204 000         | 2,0%            |
|           | 2         | 16        | 15 de diciembre de 2013 | 30 de marzo de 2014 | 203 000         | 2,1%            |
|           | 3         | 8         | 3 de mayo de 2015       | 28 de junio de 2015 | 118 000         | 1,2%            |
| Total     | Total     | 36        | 2013                    | 2015                | 175 000         | 1,8%            |

### Primera temporada (2013)
| Fecha      | Características del programa                             | Audiencia      |
| ---------- | -------------------------------------------------------- | -------------- |
| 07/04/2013 | Programa 1 / Cupcakes de chocolate                       | 182 000 (2,0%) |
| 14/04/2013 | Programa 2 / Chocolate con merengue/ hi hat              | 181 000 (1,9%) |
| 21/04/2013 | Programa 3 / Cheesecake de galletas María y vainilla     | 187 000 (1,4%) |
| 28/04/2013 | Programa 4 / Galletas de canela                          | 228 000 (2,1%) |
| 05/05/2013 | Programa 5 / cupcakes de chocolate blanco con nubes      | 171 000 (2,1%) |
| 12/05/2013 | Programa 6 / Tarta de cookies and cream                  | 176 000 (1,6%) |
| 19/05/2013 | Programa 7 / Cupcakes de naranja y almendras             | 220 000 (2,0%) |
| 26/05/2013 | Programa 8 / Brownie de chocolate                        | 229 000 (2,0%) |
| 02/06/2013 | Programa 9 / Pavlova de frutos rojos                     | 145 000 (1,4%) |
| 09/06/2013 | Programa 10 / Cupcake de limón con merengue de frambuesa | 282 000 (2,7%) |
| 16/06/2013 | Programa 11 / Macarons de chocolate                      | 247 000 (2,5%) |
| 23/06/2013 | Programa 12 / cupcakes de manzana y caramelo             | 206 000 (2,3%) |

### Segunda temporada (2013-2014)
| Fecha      | Características del programa                           | Audiencia      |
| ---------- | ------------------------------------------------------ | -------------- |
| 15/12/2013 | Programa 13 / Tarta de naranja y chocolate             | 204 000 (2,4%) |
| 22/12/2013 | Programa 14 / Cupcakes de zanahoria con crema de queso | 197 000 (2,1%) |
| 29/12/2013 | Programa 15 / Tarta de Turrón de Jijona                | 206 000 (2,2%) |
| 05/01/2014 | Programa 16 / Tarta de Arcoíris                        | 200 000 (2,1%) |
| 12/01/2014 | Programa 17 / Rollos de canela                         | 195 000 (2,2%) |
| 19/01/2014 | Programa 18 / Tarta de vainilla                        | 290 000 (2,7%) |
| 26/01/2014 | Programa 19 / S'more Cupcakes                          | 198 000 (2,1%) |
| 02/02/2014 | Programa 20 / Tartaletas de limón y merengue           | 198 000 (2,0%) |
| 09/02/2014 | Programa 21 / Cupcakes de chocolate veganos            | 214 000 (1,8%) |
| 16/02/2014 | Programa 11 / Donuts caseros                           | 208 000 (2,1%) |
| 23/02/2014 | Programa 23 / Tarta de chocolate y dulce de leche      | 197 000 (2,2%) |
| 02/03/2014 | Programa 24 / Shortcakes y batido de fresa             | 197 000 (2,1%) |
| 09/03/2014 | Programa 25 / Megacookie y batido de vainilla          | 206 000 (2,2%) |
| 16/03/2014 | Programa 26 / Whoopie Pie de chocolate                 | 169 000 (1,8%) |
| 23/03/2014 | Programa 27 / Tarta de chocolate sin gluten            | 166 000 (1,9%) |
| 30/03/2014 | Programa 28 / Falsos cupcakes helados                  | 200 000 (2,0%) |

### Tercera temporada (2015)
| Fecha      | Características del programa                                                     | Audiencia      |
| ---------- | -------------------------------------------------------------------------------- | -------------- |
| 03/05/2015 | Programa 29 / Muffins de chocolate negro con praliné de avellana                 | 121 000 (1,2%) |
| 10/05/2015 | Programa 30 / Vasitos de limón y almendras a la hierbabuena                      | 103 000 (0,9%) |
| 17/05/2015 | Programa 31 / Donuts al horno con chocolate                                      | 170 000 (1,5%) |
| 24/05/2015 | Programa 32 / Cupcakes de cerezas al kirsch                                      | 94 000 (0,9%)  |
| 31/05/2015 | Programa 33 / Cupcake Maniacs 33                                                 | 110 000 (1,2%) |
| 07/06/2015 | Programa 34 / Parfait americano de chocolate blanco, queso y coulis de frambuesa | 95 000 (1,0%)  |
| 14/06/2015 | Programa 35 / Tarta de chocolate con mantequilla de cacahuete                    | 113 000 (1,2%) |
| 21/06/2015 | Programa 36 / Tarritos de brownie con mousse de chocolate                        | 139 000 (1,5%) |